# Perucricus conicus
Perucricus conicus är en mångfotingart som beskrevs av Kraus 1957. Perucricus conicus ingår i släktet Perucricus och familjen Rhinocricidae. Inga underarter finns listade i Catalogue of Life.